# 남양홍씨 연기파 종중문서 일괄
남양홍씨 연기파 종중문서 일괄(南陽洪氏 燕岐派 宗中文書 一括)은 세종특별자치시 연서면, 남양홍씨 연기파의 재실인 우덕재에 소장된 조선시대의 문서이다. 2015년 6월 10일 세종특별자치시의 유형문화재 제21호로 지정되었다.

## 개요
남양홍씨 연기파의 재실인 우덕재에 소장된 고문서 8점과 남양홍씨세보 1질로, 18세기 이후 연기파 남양홍씨가 재실인 우덕재(友德齋)와 분암의 관리와 운영에 관한 자료와 남양홍씨가 산직노비와 관련된 것, 남양홍씨가 족보이다.
세종특별자치시 지역 정체성을 밝혀 줄 수 있는 역사자료로 평가된다.

## 목록
| 연번 | 명칭                                                | 발행년도    | 수량       | 크기(cm)   | 설명                                                                       |
| ---- | --------------------------------------------------- | ----------- | ---------- | ---------- | -------------------------------------------------------------------------- |
| 1    | 망용암중수기 (望龍庵重修記)                         | 庚申 (1920) | 1책 (30장) | 37.7×23.0  | 남양홍씨 분암과 재실의 관리와 운영을 알 수 있는 자료                       |
| 2    | 남양홍씨연기파종안 (南陽洪氏燕岐派宗案)             | 1926년      | 1책 (59장) | 29.9×19.9  | 남양홍씨 연기파의 세계와 종록 및 유사의 명단                               |
| 3    | 완문 (完文)                                         | 미상        | 1책 (5장)  | 27.3×21.5  | 남양홍씨가 종산인 금당곡과 화곡을 수호하는 묘직들의 연호잡역을 면제        |
| 4    | 세일사급재궁창설완의절목 (歲一祀及齋宮創設完議節目) | 1739 ～己卯 | 1책 (38장) | 37.0×27.0  | 18세기 재실의 창건과 그 운영을 알 수 있는 자료                             |
| 5    | 종록 (宗錄)                                         | 미상        | 1책 (11장) | 36.2×29.0  | 묘제와 관련된 문헌                                                         |
| 6    | 종전양안 (宗田量案)                                 | 미상        | 1책 (5장)  | 31.1×21.2  | 남양홍씨 연기파 문중소유 토지 대장                                         |
| 7    | 상서 (上書)                                         | 미상        | 1장        | 104.5×60.8 | 남양홍씨가 산직노비 최천옥의 번병 입역 면제 요청                           |
| 8    | 단자 (單子)                                         | 미상        | 1장        | 102.5×60.2 | 남양홍씨가 산직노비의 연호잡역을 면제해주고, 동포(洞布)도 면제해 달라는 것 |
| 9    | 남양홍씨세보 (南陽洪氏世譜)                         | 1735년      | 49권 14책  | 33.2×20.9  | 남양홍씨가의 을미보                                                        |

## 참고 자료
- 남양홍씨연기파종중문서일괄 - 국가유산청 국가유산포털